# Jiří Pavlenka
Jiří Pavlenka (* 14. April 1992 in Hlučín, Tschechoslowakei) ist ein tschechischer Fußballtorwart, der aktuell bei PAOK Thessaloniki spielt.

## Karriere

### Verein
2011 startete Pavlenka seine Profikarriere beim tschechischen Erstligisten Baník Ostrava. Nach dem sportlichen Abstieg in der Saison 2015/16 wechselte er zum Ligakonkurrenten Slavia Prag, mit dem er in der folgenden Saison die Meisterschaft gewann.
Am 27. Juni 2017 bestätigten beide Vereine einen Wechsel von Slavia Prag zum Bundesligisten Werder Bremen. In seiner ersten Saison bei Bremen absolvierte er alle Ligaspiele, wobei in der Presse seine Konstanz hervorgehoben wurde. Im DFB-Pokal-Achtelfinale der Saison 2018/19 hielt Pavlenka gegen Borussia Dortmund die ersten beiden Elfmeter im Elfmeterschießen und trug so wesentlich zum Weiterkommen seiner Mannschaft bei. Nach dem Spiel wurde er zum Man of the Match gewählt.
Im Laufe der Hinrunde der Saison 2023/24 verlor Pavlenka seinen Stammplatz im Werder-Tor an Michael Zetterer. Nachdem sein zum Saisonende auslaufender Vertrag nicht verlängert worden war, verließ er Bremen im Sommer 2024, nach sieben Jahren und wettbewerbsübergreifend 221 Pflichtspielen für den Verein.
Am 1. Oktober 2024 unterschrieb er beim griechischen Meister PAOK Thessaloniki.

### Nationalmannschaft
Pavlenka wurde im Oktober 2014 erstmals in den Kader der tschechischen A-Nationalmannschaft berufen, wurde dabei jedoch nicht eingesetzt. Seinen ersten Einsatz im Nationaltrikot absolvierte er am 15. November 2016 bei einem Freundschaftsspiel gegen Dänemark.

## Privates
Pavlenka ist mit Misa Pavlenka verheiratet und hat zwei Kinder.

## Erfolge
- Tschechischer Meister: 2016/17 (mit Slavia Prag)
- Aufstieg in die Bundesliga: 2022 (mit Werder Bremen)